# Фанданго (рассказ)
«Фанданго» — рассказ русского писателя Александра Грина, написанный в 1925 году и впервые опубликованный в 1927 году. 

## Сюжет и судьба текста
Действие рассказа начинается в зимнем Петрограде 1921 года. Главный герой, некто Александр Каур, встречается с загадочной иностранной делегацией, и эта встреча полностью меняет его жизнь. Позже Каур становится обладателем волшебного конуса, благодаря которому переносится в Зурбаган, а потом возвращается назад, но в более благополучный 1923 год.
Рассказ был написан в 1925 году. Журнал «Россия», в котором он должен был выйти, закрыли, так что «Фанданго» увидело свет только в 1927 году в сборнике «Война золотом: Альманах приключений» (в тексте было допущено множество опечаток). В 1965 году рассказ включили в шеститомное собрание сочинений Грина.
Биограф писателя Алексей Варламов причисляет «Фанданго» к лучшим произведениям Грина 1920-х годов. Это одна из двух его новелл о Петрограде периода разрухи (наряду с «Крысоловом»), причём Варламов видит здесь явные сюжетные параллели с «Мастером и Маргаритой» Михаила Булгакова.